# Auregnais
Auregnais, Aoeur'gnaeux ou Aurignais era o dialeto normando da Ilha do Canal de Alderney. Estava intimamente relacionado com os dialetos guernesiano (Guernesey), jersiano (Jersey) e sercquiais (Sark) das ilhas vizinhas, bem como com o Norman continental no continente europeu.
O dialeto foi extinto no século 20. Apenas alguns exemplos de Auregnais sobrevivem, principalmente em nomes de lugares em Alderney, e sabe-se que existe uma gravação de áudio.

## História
O último falante nativo conhecido de Auregnais morreu por volta de 1960.  O linguista Frank Le Maistre, autor do Dictionnaire Jersiais-Français, gravou as únicas amostras de áudio conhecidas da língua, que publicou em 1982.
Uma das razões para a extinção da língua foi o movimento da população. Em particular, o afluxo de trabalhadores do Reino Unido empregados pelo governo britânico na construção do projeto do porto abortado e outras fortificações (durante o reinado da rainha Vitória), bem como o estacionamento de uma guarnição britânica considerável entre a pequena população , serviu para relegar Auregnais a um estatuto inferior para a comunicação. A evacuação de quase todos os indígenas Auregnais para o continente britânico durante a Segunda Guerra Mundial (a ilha foi ocupada pela Wehrmacht) foi considerada um fator importante na perda final da língua falada.
Outra razão para o desaparecimento da língua foi a negligência oficial, especialmente no setor educacional, onde não era ensinada. Isso levou a uma situação em que, como foi notado pelo jornal Le Bailliage de Guernsey em 1880, as crianças deixaram de falar a língua entre si – em parte devido aos professores desencorajarem seu uso em favor do francês padrão. No entanto, junto com o declínio em Auregnais veio o declínio no uso do francês. O francês deixou de ser uma língua oficial na ilha em 1966. O francês oficial usado nas Ilhas do Canal (ver Francês de jersey) difere ligeiramente do francês metropolitano e muito do vernáculo normando.

## Sobrenomes e nomes de lugares
Traços do idioma ainda existem em muitos, se não na maioria, dos nomes de lugares locais. Muitos deles foram galicizados, mas alguns exemplos notáveis incluem Ortac (Or'tac), Burhou (com o sufixo -hou) e o primeiro elemento do nome "Braye Harbour".
Uma ou duas palavras permanecem no inglês local, por exemplo, vraic (fertilizante de algas marinhas - uma palavra comum em todas as Ilhas do Canal), e a pronúncia de certos sobrenomes locais, por exemplo, Dupont e Simon como [dipõ] e [symõ] em vez da pronúncia parisiense padrão. Algumas pessoas mais velhas ainda se lembram de ter sido falada e sabem uma ou duas palavras.

## Casquets
Excepcionalmente, para um dialeto tão pequeno, Auregnais costumava ter um exclave ou "colônia" de falantes em Casquets por vários anos. Algernon Charles Swinburne baseou seu poema "Les Casquets" na família Houguez, que viveu nas ilhas por 18 anos. A família Houguez veio de Alderney, e as evidências apontam para que seus membros sejam falantes de Auregnais; na verdade, a filha se casou com um homem de Alderney. Durante este tempo, eles estavam isolados e teriam poucos visitantes, mas teriam falado Auregnais a maior parte do tempo.